# Difficiles nugae
Difficiles nugae: l'espressione, tradotta letteralmente, significa cretinate difficili (Marziale, Epigrammi, Il, 86). Il poeta parla delle persone che sudano per far dello spirito, o che si perdono in giochetti di nessuna utilità.